# مركز مراقبة الإنذار
مركز مراقبة الإنذار أو محطة المراقبة المركزية هي شركة تعمل على تقديم خدمات مراقبة أجهزة الإنذار السكنية والسرقة والحريق. تقدم محطة المراقبة المركزية أيضاً خدمات الحراسة والإشراف.
وتعمل أيضاً  كنظام دعم لأجهزة إدارة الأحداث الخطرة، مثل: لوحات إنذار الأمان، مقاييس الغاز ودرجات الحرارة وأجهزة الاستجابة للطوارئ الشخصية (بيرس), وأجهزة الكشف عن الأعطال، وأنظمة الفيديو المتكاملة بالإضافة إلى تطبيقات الهواتف المحمولة."
تستخدم محطات المراقبة المركزية خطوط الهاتف والهواتف المحمولة، قنوات الراديو، أجهزة الحاسوب، البرمجيات وموظفين مدربين لمراقبة أنظمة عملائها الأمنية والإتصال بالسلطات المختصة في حال تلقي إشارة إنذار. عادةً، هنالك رسوم شهرية للخدمات المقدمة، لأن الجودة والخبرة من الممكن أن تختلف اختلافاً  كبيراً بين شركات الإنذار. يُنصح العملاء المرتقبون بإجراء أبحاثهم الخاصة قبل إتخاذ قرارهم النهائي. لا تراقب جميع شركات الإنذار الأجهزة التي تقوم بتركيبها ومن الممكن أن توكل هذه الخدمات إالى شركات خارجية أخرى.
بعض المرافق معتمدة من قبل وكالات مستقلة. أما في الولايات المتحدة الأمريكية، تعد مخابر ضمان المواصفات(UL) رائدة في مجال التفتيش وإعتماد المحطات المركزية. ومن أجل إدراج اسم المحطة في قوائم مخابر ضمان المواصفات (UL), يجب الإلتزام بالمعيار 827 من معايير مخابر ضمان المواصفات (UL) وتجري مخابر ضمان المواصفات (UL), سنوياً، عمليات تدقيق لهذه المحطات المسجلة في القوائم للتأكد من مطابقتها للمعايير.
تقدم الشركات المدرجة في قوائم مخابر ضمان المواصفات (UL) عادةً مستويات أعلى من الخدمات والموثوقية لأنها ملزمة بتطبيق أنظمة معينة. تتضمن أيضا المستويات العليا من الخدمات مجموعة من الخدمات الخاصة، والفصل عن الشركات التي لها تضارب في المصالح والتي من الممكن أن تكون مملوكة أو مُدارة من قبل شخصيات تنافس عملاء المحطة المركزية.
إذا كانت المحطة المركزية المدرجة في قوائم مخابر ضمان المواصفات (UL) «آلية», فيجب أن تطابق أجهزة الحاسوب والبرمجيات متطلبات خاصة، ومعالجة وتخزين كميات كبيرة جداً من البيانات والإندماج مع العديد من بروتوكولات الإنذار المختلفة.
إضافةً، تسعى العديد من محطات المراقبة المركزية إلى الحصول على موافقة FM من أجل إظهار مستويات أعلى من الإلتزام بالأنظمة والإهتمام بسلامة العملاء.
تتم معالجة الإشارات الواردة بواسطة مستقبلات التنبيه الرقمية؛ تحول هذه المستقبلات حزم الأحداث إالى حزم تسلسلية أو حزم بروتوكول التحكم في النقل (TCP) التي يتم تحليلها بعد ذلك بواسطة برمجيات المحطة المركزية. من الممكن إيصال حزم الأحداث عبر أي وسيط إرسال مثل: شبكة الهاتف العامة (PSTN), النظام العالمي للإتصالات المتنقلة (جي إس إم), الراديو، الخط المباشر والإثرنيت، الخدمة الراديوية العامة للرزم (GPRS), إالخ...

## خدمات المحطات المركزية
يمكن أن يقدم مركز مراقبة الإنذار عدة خدمات، ولكن أكثر الأسواق شيوعاً في استخدام خدمات المحطة المركزية هي:
- أخصائيين تركيب أنظمة الأمن والكشف عن الحرائق.
- تجار التجزئة لنظام الاستجابة للطوارئ الشخصية (بيرس).
- الأجهزة المتصلة بإنترنت الأشياء.
- أجهزة كشف الأعطال.
- الكاميرات الأمنية المتكاملة.
- العمال المنفردون.